# 出身成分 (小説)
『出身成分』（しゅっしんせいぶん）は、KADOKAWAから2019年6月刊行の小説。著者は松岡圭祐。

## 概要
脱北者の証言に基づき、 北朝鮮独特の身分制度でもある出身成分を絡め、平壌郊外の殺人事件と強姦事件、及びその捜査を現実的に描く。主人公は諸外国に於ける警察署員に該当する保安署員。惹句は『貴方が北朝鮮に生まれていたら、この物語は貴方の人生である』。

## 作品の特徴
従来の小説には平壌市内の事件を描く物もあったが、本作は郊外の价川市を舞台とする。政府やミサイル問題のような国際政治ではなく、市井の人々にとっての身近な事件を描いている。北朝鮮に於いてよくある殺人事件の捜査を描くという触れ込みだが、この謳い文句がどういう意味を持つかが後半から終盤に於いて明かされていく。書評家の東えりかは「驚愕のラストシーンまで巻を措く能わずの傑作である」と評し、ライターの朝宮運河は「今日の北朝鮮のリアルをあますところなく描いた力作」と評する。

## あらすじ
クム・ヨンイルは北朝鮮の首都、平壌の郊外で保安署に勤務している。11年も前の強姦殺人について再捜査を命じられ、被疑者と面会、事件記録を確かめる。しかし当時の捜査はいい加減な上、国家権力が介入していた。
今も保安署は、諸外国の警察署のような捜査を行っていない。賄賂ばかりが横行し、組織は腐敗しきっていた。捜査方法も確立しておらず、極端な自白尊重主義で、事実の裏は取らないのが普通だった。よって真実を追究する方法自体、保安員であるはずのヨンイルすらろくに知らなかった。
ヨンイルの父親ドゥジンは、北朝鮮では職業的地位が高いとは言い難い医師だったが、出身成分は良好とされヨンイル一家は核心階層に分類されていた。だがドゥジンは、政治家を暗殺した疑惑をかけられ、自白もしないうちから管理所に収容されてしまった。ヨンイルは職務を通じ生じた疑問と、父ドゥジンへの想いから、国家への不信感を抱くようになる。
強姦被害者のペク・チョヒは、イ・ビョンソクという男と恋仲だと判明したが、彼は出身成分でも最下層となる敵対階層だった。また殺害されたチョヒの父、グァンホは生前、事件の第一発見者となるベオクという男を警戒していた。チョヒの母ウンギョは、稲作泥棒を疑われて自殺している。グァンホはそれ以来、一軒家とそこに繋がる畦道を高い塀で囲み、人民班の中で孤立する生き方を選んでいた。塀に囲まれた民家の中で、殺人と強姦が発生したことになる。出入り口となる道は一本しかない。
奇妙に入り組んだ事件を追ううち、ヨンイルはやがて謎の男の存在に行き当たる。

## 登場人物
クム・ヨンイル
人民保安省の保安署員。40代前半。妻スンヒョンと、娘ミンチェの三人暮らし。

スンヒョン
ヨンイルの妻。市場経済化に伴い化粧品店勤務。

クム・ミンチェ
ヨンイルの娘。高級中学三年。

クム・ドゥジン
ヨンイルの父で保安署の元嘱託医。医師の地位が低い国だが、核心階層に分類されている。

イ・ビョンソク
集落に住み込みで世話をする三十代男性。敵対階層同士、妻と結婚している。

ペク・グァンホ
衛生班長を務める男性だったが11年前に殺害される。

ペク・チョヒ
殺害されたグァンホの娘で強姦被害に遭う。11年後、別の集落で過酷な暮らしを送っているのが判明する。

イ・ベオク
ペク家事件の容疑者とされ、教化所に収容されたが、再捜査を命じられたヨンイルが面会に赴く。

## 書籍情報
- 単行本：『出身成分』、2019年6月28日発売[5]、KADOKAWA、ISBN 9784041083291
- 文庫本：『出身成分』、2022年01月21日発売[6]、角川文庫、ISBN 9784041122952

## 備考
結末を考慮し、一部登場人物の名に実在の北朝鮮人と絶対に一致しないネーミングがなされている。